# Falun–Rättvik–Mora Järnvägsaktiebolag
Die Falun–Rättvik–Mora Järnvägsaktiebolag war eine schwedische Eisenbahngesellschaft. Sie sowie ihre Vorgängergesellschaften wurden zwischen 1885 und 1888 mit dem Zweck gegründet, die Städte Rättvik und Mora an das schwedische Eisenbahnnetz anzuschließen.

## Geschichte
1879 und 1880 gab es Überlegungen, eine Bahnstrecke von Rättvik nach Insjön und weiter an den Siljan zu errichten.
Bereits 1881 wurde die Siljans Järnvägsaktiebolag gegründet. Diese Aktiengesellschaft errichtete eine Bahnstrecke zwischen Borlänge und Insjön, südlich des Siljan. Die 37 Kilometer lange Strecke wurde 1884 fertiggestellt und als Siljansbahn bezeichnet. Damit war Rättvik noch nicht an das Bahnnetz angeschlossen.

## Falun–Siljans Järnvägsaktiebolag
Ab 1885 wurden konkrete Planungen für den Anschluss von Rättvik am Siljan gemacht. Dazu hatte Regierungspräsident Curry Treffenberg am 11. Februar 1885 zu einer Versammlung eingeladen, die den Ingenieur J. Danielsson damit beauftragte, eine Bahnstrecke zwischen Falun und einem Platz in der Nähe von Rättviks kyrka zu planen. Diese Planungen ergaben, dass der Bau dieser Strecke 1,7 Millionen Kronen kosten und jährlich einen Überschuss von 60.000 Kronen abwerfen würde.
Als Geldgeber für den Bau kamen das Bergbauunternehmen Stora Kopparbergs bergslag, die Stadt Gävle und die Gävle–Dala Järnvägsaktiebolag in Frage. Stora Kopparbergs bergslag forderte für eine finanzielle Beteiligung eine Streckenführung bis nach Mora. In der Folge wurde eine Konzession für die Strecke von Falun nach Mora beantragt. Am 18. Dezember 1885 wurde die Falun–Siljans Järnvägsaktiebolag (FSJ) gegründet.

## Falun–Rättviks Järnvägsaktiebolag
Kurze Zeit später wurde Falun–Siljans Järnvägsaktiebolag in Falun–Rättviks Järnvägsaktiebolag (FRJ) umbenannte. Der im Dezember 1885 gestellte Konzessionsantrag wurde auf die umbenannte Gesellschaft übertragen, die Bewilligung erfolgte am 2. April 1886.
Der Vorstand der FRJ sicherte die Finanzierung der geplanten Strecke zwischen Falun und Rättvik sowie die Verlängerung nach Noret in der Gemeinde Mora. Für diese Verlängerung wurde die Konzession am 30. September 1887 erteilt. Bereits 29. September 1887 begann der Bau der 50 km langen Strecke Falun–Rättvik bei Stennäset am Varpan nördlich von Falun. Ingenieur Carl Johan Jehander wurde verpflichtet, die Bahn für 856.000 Kronen zu bauen.

## Falun–Rättvik–Mora Järnvägsaktiebolag
1888 änderte die Gesellschaft erneut ihren Namen in Falun–Rättvik–Mora Järnvägsaktiebolag (FRMJ). Diese Gesellschaft beantragte im Februar 1889 eine weitere Konzession für eine Strecke von Mora Noret nach Orsa, für die sich aber bereits die Mora Vänerns järnvägsaktiebolag (MVJ) beworben hatte. Die Gemeinde Orsa entschied sich für die FRMJ, die die Konzession am 12. Juni 1891 erhielt.

### Strecke Falun–Rättvik
Zuvor war am 12. November 1889 der von der Falun–Rättvik–Mora Järnvägsaktiebolag begonnene Streckenabschnitt Falun–Sågmyra für den öffentlichen Verkehr eröffnet worden, am 12. August 1890 folgte der Abschnitt Sågmyra–Rättvik. Damit war Falun mit Mora über Grycksbo und Rättvik verbunden. Der Betrieb der Strecke wurde von der Gävle–Dala Järnvägsaktiebolag (GDJ) durchgeführt.

### Strecke Rättvik–Mora Noret
Für den Bau der 38 Kilometer langen Strecke Rättvik–Mora Noret war ebenso C. Jehander verantwortlich. Der Bau dieses Abschnittes kostete 405.000 Kronen. Die Strecke wurde am 2. August 1891 für den öffentlichen Verkehr freigegeben. Für die Fahrzeugstellung und den Betrieb war GDJ verantwortlich.

### Strecke Mora Noret–Orsa
Als nächste Aufgabe wurde C. Jehander der Streckenbau von Mora Noret nach Orsa übertragen. Diese 14 Kilometer lange Strecke ließ Jehander für 189.000 Kronen erbauen. Die Eröffnung für den allgemeinen Verkehr erfolgte am 1. August 1892, am 15. September weihte König Oscar die Gesamtstrecke zwischen Falun und Orsa ein.

### Strecke Mora–Mora Noret
Am 1. November 1891 wurde von der Mora–Vänerns Järnvägsaktiebolag eine Strecke zwischen Vansbro und Mora für den öffentlichen Verkehr freigegeben. Der Unterschied zwischen den beiden Strecken der FRMJ und MVJ war nur ihre Lage entlang des Österdalälven. Es war offensichtlich, dass dies keine dauerhafte Lösung sein könne. Die Notwendigkeit für eine Verbindungsstrecke war gegeben.
Am 24. August 1894 beantragte die Gemeinde Älvdalen durch ihre Mora–Älvdalens järnvägsaktiebolag (MEJ) eine Konzession für eine Bahnstrecke zwischen Älvdalen, Mora und Moranoret. Nach Verhandlungen verzichtete die MEJ auf die Konzession für die Strecke Mora–Mora Noret zu Gunsten der FRMJ. Diese Konzession wurde am 15. März 1895 erteilt.
FRMJ schloss mit der Stadt Mora einen Unterhaltsvertrag und baute eine kombinierte Eisenbahn- und Straßenbrücke über den Österdalälven. Die öffentliche Hand übernahm Zuschüsse in Höhe von zwei Drittel der Kosten. Am 21. September 1895 wurde die zwei Kilometer lange Verbindungsstrecke zwischen Mora und Mora Noret eröffnet.
Damit war der Streckenbau der FRMJ abgeschlossen. Insgesamt hatte die Gesellschaft ein Schienennetz von 104 Kilometer Normalspurbahn errichtet, auf denen die Gävle–Dala Järnvägsaktiebolag (GDJ) für die Betriebsführung verantwortlich war.

## Tochtergesellschaft von Gävle–Dala Järnvägsaktiebolag
Die Gävle–Dala Järnvägsaktiebolag hatte zunächst die Aktienmehrheit an der FRMJ und kaufte bis 1903 alle weiteren Aktien auf. Damit war die FRMJ eine hundertprozentige Tochtergesellschaft von GDJ.

## Übernahme der Mora Älvdalens Järnväg
Am 26. Mai 1908 wurde das Netz der 1906 in Konkurs gegangenen Mora Älvdalens Järnväg (MEJ) von FRMJ bei einer Auktion erworben. Am 1. Mai 1909 übernahm FRMJ die Betriebsführung und die Verkehrsabwicklung der MEJ. In der Praxis wurde dies durch GDJ durchgeführt.

## Weitere Entwicklung und Auflösung
1916 beschloss das Parlament, die Mora–Vänerns Järnvägsaktiebolag (MVJ) zu kaufen. Deshalb wurde davon ausgegangen, dass der Abschnitt zwischen Mora Noret und Orsa vom Staat erworben werden würde.
1917 wurde ein Mietvertrag zwischen Statens Järnvägar und Dala–Hälsinglands Järnväg (DHdJ) unterzeichnet. Danach übernahmen SJ die DHdJ für zehn Jahre. Daraufhin wurde es notwendig, die Strecke Mora Noret–Orsa zu erwerben. Dies geschah 1917, wobei zudem beschlossen wurde, dass eine neue Strecke von Mora über eine neue Brücke über den Österdalälven zu einem geeigneten Punkt an der Strecke Orsa–Mora Noret gebaut wird.
Hinsichtlich der neu zu bauenden Brücke über den Österdalälven vereinbarten SJ mit FRMJ, dass diese die neue Brücke für ihren Zugverkehr auf ihrer Strecke zwischen Mora und Älvdalen nutzen konnte, das sie für den Abschnitt zwischen Mora Noret und Mora darauf angewiesen war. Dafür würde die alte kombinierten Straßen- und Eisenbahnbrücke ausschließlich für den Straßenverkehr verwendet werden.
Am 1. Januar 1918 kaufte der Staat den Streckenabschnitt Mora–Mora Noret–Orsa der FRJM im Vorfeld der zu bauenden Inlandsbahn zwischen Kristinehamn und Gällivare.
Die neue Brücke wurde südlich der alten kombinierten Brücke gebaut und erhielt ein Gleis, das von den beiden Gesellschaften SJ und FRMJ gemeinsam genutzt wurde. Sie verfügt über drei festen Brückenteile mit 44,5 Meter, 42,8 Meter und 45,0 Meter sowie eine Klappbrücke von 29,65 Meter Spannweite. Der Bau begann 1918 und wurde 1921 seiner Bestimmung übergeben. Die Kosten für den Bau der Verbindung betrugen 2.007.000 Kronen. Die Brücke selbst kostete 1.471.126 Kronen, der Anteil der FRMJ 107.000 Kronen.
Der neue Streckenabschnitt Mora–Orsa ist 13,5 Kilometer lang, hat eine maximale Steigung von 14 ‰ und einen minimalen Kurvenradius von 400 Metern. Für den Bau wurden Schienen mit einem Metergewicht von 27,3 bis 27,5 Kilogramm verwendet.
Am 1. Januar 1920 wurde die Falun–Rättvik–Mora Järnvägsaktiebolag aufgelöst und vollständig in die Gävle–Dala Järnvägsaktiebolag integriert.